# Umingan
Umingan là một đô thị hạng 2 ở tỉnh Pangasinan, Philippines. Theo điều tra dân số năm 2007, đô thị này có dân số 62.497 người trong 12.346 hộ.

## Barangay
Umingan được chia thành 58 barangay.
| - Abot Molina - Alo-o - Amaronan - Annam - Bantug - Baracbac - Barat - Buenavista - Cabalitian - Cabangaran - Cabaruan - Cabatuan - Cadiz - Calitlitan - Capas - Carayungan Sur - Carosalesan - Casilan - Caurdanetaan - Concepcion | - Decreto - Diaz - Del Rosario (Trienta y siete) - Diket - Don Justo Abalos (Caroan) - Don Montano (Cadamortisan) - Esperanza - Evangelista - Flores - Fulgosino - Gonzales (Carayungan) - La Paz - Labuan - Lauren - Lubong - Luna Weste - Luna Este - Mantacdang - Maseil-seil - Nampalcan | - Nancalabasaan - Pangangaan - Papallasen - Pemienta - Poblacion East - Poblacion West - Prado - Resurreccion - Ricos - San Andres (Parang) - San Juan - San Leon - San Pablo - San Vicente - Santa Maria - Santa Rosa - Sinabaan - Tanggal Sawang |